# Azteca barbifex
Azteca barbifex är en myrart som beskrevs av Auguste-Henri Forel 1906. Azteca barbifex ingår i släktet Azteca och familjen myror. Inga underarter finns listade.